# بن ناصر (القطن)
'
بن ناصر هي إحدى قرى عزلة القطن بمديرية القطن التابعة لمحافظة حضرموت، بلغ تعداد سكانها 246 نسمة حسب تعداد اليمن لعام 2004.